# Callerebia nada
Callerebia nada är en fjärilsart som beskrevs av Moore. Callerebia nada ingår i släktet Callerebia och familjen praktfjärilar. Inga underarter finns listade i Catalogue of Life.